# 신동엽문학관
신동엽문학관은 시인 신동엽의 문학정신을 추억하고 기리기 위해 2013년 5월 3일 개관된 문학관이다.

## 역사
부여읍에서 2004년부터 8개년 연속사업으로 추진해서 2011년 12월에 준공되었으며, 총 사업비 36억 6,300만원이 들었다.
유족은 문학관에 시인의 육필 원고 737점을 비롯해 편지와 사진, 책 등 모두 2,114점을 기증했다.

## 위치
충청남도 부여군 부여읍 신동엽길 12 (동남리), 신동엽 생가 뒷편에 있다.

## 규모
터 2,026 제곱미터에, 지하 1층 120 제곱미터, 지상 1층 679 제곱미터로 건축면적 695 제곱미터, 연면적 800 제곱미터이다. 건축가 승효상이 설계한 전시관은 문학마당, 안마당, 옥상마당으로 만들어져 있고, 부여출신 화가 임옥상의 작품인 시인의 대표시 구절이 새겨진 깃발이 나부끼는 야외마당은 1985년 재건축 복원된 시인 생가 뒷마당과 이어져 있다.